# CHRS-Methode
CHRS steht für Contract – Hold – Relax – Stretch (im Deutschen: Anspannen – Halten – Loslassen – Dehnen) und beschreibt eine Technik des Anspannungs- und Entspannungsdehnens beim Sport.
Bei der CHRS-Methode erfolgt ein dynamischer Wechsel zwischen dem Anspannen der Muskulatur und dem Entspannen der Muskelpartien.
Die CHRS-Methode besteht aus vier Phasen:
1. Contract – Anspannen: Die Muskulatur wird gegen einen Widerstand so lange kontrahiert, bis das Kraftmaximum erreicht ist. Dabei kann der Widerstand zum Beispiel die eigene Hand sein.
2. Hold – Halten: Hier wird der Widerstand für eine bestimmte Zeit gehalten (üblich sind ca. fünf bis zehn Sekunden).
3. Relax – Entspannen: Nach dem Halten wird die Muskelpartie für etwa drei Sekunden entspannt.
4. Stretch – Statisch Dehnen: Zum Schluss wir der Muskel noch einmal für maximal 30 Sekunden statisch gedehnt.

Bei der CHRS-Methode werden alle vier Phasen drei- bis fünfmal wiederholt.